# Susanne Müller (Musikerin)
Susanne Müller (* 9. September 1964 in Zürich) ist eine Schweizer Jazzmusikerin (Alt-, Tenor- und Sopransaxophon sowie Gitarre).

## Wirken
Susanne Müller wirkte nach einer Ausbildung an der Jazzschule Luzern an Theater- und Filmmusikproduktionen mit. Seit 2002 gehörte sie zum Frauensaxophonquartett Lily Horn Is Born (mit Lisette Wyss, Fabienne Hoerni und Annette Kitagawa), mit dem sie bis 2007 international tourte; 2017 kam es zu einer Reunion des Quartetts. Mehr als 20 Jahre lang spielte sie mit der Pianistin Eliane Cueni im Duo Zut, mit der sie 2001 das Album Tinktur beim Label Brambus veröffentlichte. In ihrer Band Müller4 arbeitete sie zusammen mit Niklaus Gehring, Felix Utzinger und Sandra Merk. Zehn Jahre lang war sie Mitglied der Band Wilhelm Toll. Gemeinsam mit Urs Hirscher produziert sie Musik im Projekt uhproductions.
Müller ist weiterhin auf Alben von Harry Schärer (Space Dream), UnknownmiX und Liliput zu hören. Als Gitarristin spielte sie in der Punk/Rock-Band ThreeAngle.